# سو تي جريفين
ويلما سو تيلتون جريفين (بالإنجليزية: Sue T. Griffin)‏، من مواليد 25 يناير 1934. هي عالمة أعصاب أمريكية اشتهرت بإسهامتها فيما يتعلق بدور الالتهاب العصبي في التسبب في مرض الزهايمر وحالات التنكس العصبي الأخرى. لقد ابتكرت «دورة خلوية» يتعاون من خلالها الإنترلوكين 1 وعوامل الباراكرين الأخرى مع بعضها البعض لإنشاء تعاون «تغذية أمامي»، وبالتالي إنشاء فرضية لمرض تقدمي. إن جريفين أستاذة أليكسا ووليام تي ديلارد في أبحاث الشيخوخة ومديرة الأبحاث في معهد دونالد دبليو رينولدز للشيخوخة بجامعة أركنساس للعلوم الطبية. وهي أيضًا رئيسة التحرير المؤسس لمجلة التهاب الأعصاب.

## النشأة
نشأت جريفين في غرب أركنساس والتحقت بالمدرسة الثانوية في فورت سميث. بعد التخرج، انتقلت مع والديها إلى لوس ألاموس، نيو ميكسيكو، حيث عملت في لجنة الطاقة الذرية والتقت بزوجها إدموند جريفين وتزوجته. كان إد أيضًا من سكان أركنساس الأصليين وعمل في مختبر لوس الاموس الوطني للمساعدة في تحديد الآثار البيولوجية للإشعاع المؤين. وكان للزوجين ولدان، إدموند الثاني وكلاي.

## الحياة العلمية
حصلت سو جريفين على شهادتي البكالوريوس والماجستير في التغذية من جامعة تينيسي في نوكسفيل. في عام 1974، حصلت على درجة الدكتوراه. في علم وظائف الأعضاء من جامعة روتشستر، كلية الطب. بعد حصولها على الدكتوراه، كانت جريفين زميلة في المركز الطبي بجامعة تكساس ساوثويستيرن في الطب. في عام 1986، انتقلت جريفين إلى ولايتها الأصلية أركنساس لتتولى منصبًا في قسم طب الأطفال في جامعة أركنساس للعلوم الطبية، حيث كان مختبرها موجودًا بالفعل في مستشفى أركنساس للأطفال. على الرغم من أنها ملتزمة ظاهريًا بإحداث الانحرافات العصبية في متلازمة داون، إلا أن مختبرها تابع ربط هذه الحالة بمرض الزهايمر. في عام 1989، نشرت جريفين مقالة توضح ارتفاع معدل جهاز المناعة، إنترلوكين 1، في كل من متلازمة داون ومرض الزهايمر. هذا يمثل واحدة من أولى الروابط المنشورة بين مرض الزهايمر ومرض باركنسون. واصلت جريفين توضيح كيف يساهم هذا الالتهاب في تكوين لويحات الأميلويد، والتشابك الليفي العصبي، وأجسام ليوي في دماغ الزهايمر ومرض باركنسون، فضلاً عن ارتباطه بالاختلافات الجينية التي تمنح خطرًا أكبر للإصابة بمرض الزهايمر لدى بعض الأفراد.
في عام 2016، حصلت جريفين على جائزة الإنجاز مدى الحياة من جمعية الزهايمر في مؤتمرها الدولي. في عام 2018، أُدخلت في قاعة مشاهير النساء في أركنساس.